# Chalinolobus
A Chalinolobus az emlősök (Mammalia) osztályának a denevérek (Chiroptera) rendjéhez, ezen belül a kis denevérek (Microchiroptera) alrendjéhez és a simaorrú denevérek (Vespertilionidae) családjához tartozó nem.
Egyes rendszerező a Glauconycteris-fajokat is ebbe a nembe helyezi.

## Rendszerezés
A nembe az alábbi 7 faj tartozik:
- Chalinolobus dwyeri
- Chalinolobus gouldii
- Chalinolobus morio
- Chalinolobus neocaledonicus egyesek a C. gouldii alfajának tekintik
- Chalinolobus nigrogriseus
- Chalinolobus picatus
- Chalinolobus tuberculata (Új-Zéland) típusfaj

## Külső hivatkozások
- Funet
- Animaldiversity